# بوجين (دربندرود)
بوجین (بالفارسية: بوجین) هي قرية تقع في إيران في قسم دربندرود الريفي. يقدر عدد سكانها بـ 348 نسمة بحسب إحصاء 2016.